# Lindy Hop

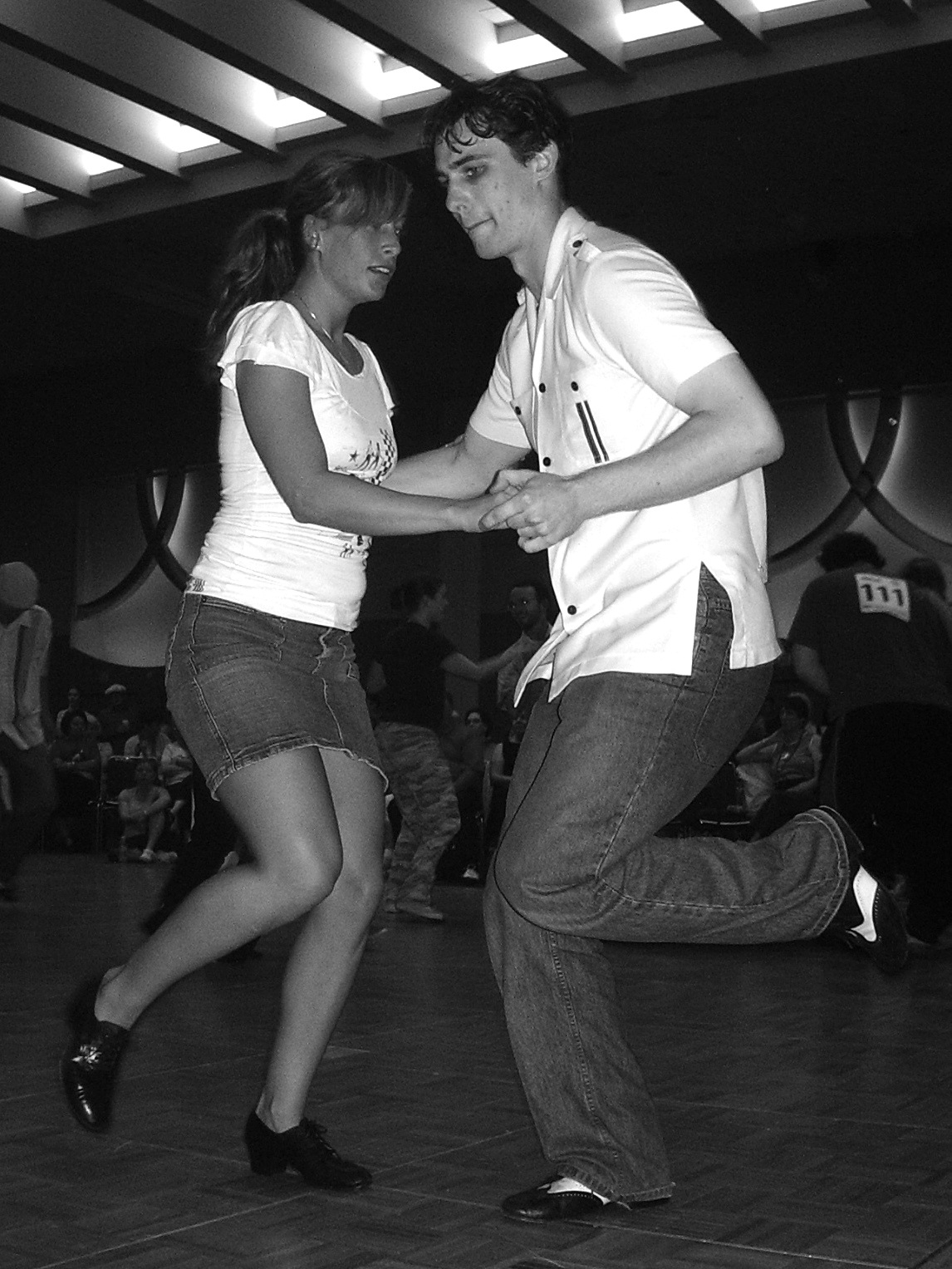
Una coppia balla il lindy hop al Sacramento Jazz Jubilee, Sacramento (California), US (2006)

Il Lindy hop è un ballo swing afroamericano nato ad Harlem, New York, negli anni venti - trenta del secolo scorso, in un'epoca immediatamente precedente al periodo della Grande depressione, la crisi economica e sociale di enormi dimensioni scoppiata con il crollo di Wall Street del 24 ottobre 1929.

## Shorty George Snowden
Secondo la leggenda il nome fu dato da Shorty George Snowden che in occasione di una maratona di ballo durante le celebrazioni della trasvolata di Charles Lindbergh (detto "Lindy") sull'Atlantico ("hop"; balzo, salto), dopo aver eseguito uno dei suoi passi secondo uno stile già in voga in alcune sale da ballo di Harlem, disse che stava facendo il Lindy hop, I'm doin' the hop... the Lindy hop, probabilmente pensando al celebre volo da New York a Parigi del pioniere dell'aviazione degli Stati Uniti.

## Il ballo
Il Lindy hop si balla prevalentemente in coppia ma esistono routine che prevedono dei passi da eseguire da soli (solo steps). La struttura del ballo è principalmente in 8 tempi, a cui si affiancano passi in 6 tempi.
In otto tempi può essere così suddiviso:
| tempo | passo       |
| ----- | ----------- |
| 1,2   | Rock-Step   |
| 3,4   | Triple-Step |
| 5,6   | Step, Step  |
| 7,8   | Triple-Step |

Il triple-step è il passo caratteristico del Lindy hop, che sulle musiche più veloci può essere sostituito da un semplice "slow" step che copre due beat musicali. In entrambi i casi, la caratteristica principale è il molleggiare verso il basso, piegandosi principalmente sulle caviglie. Tale molleggiamento o oscillazione prende il nome di "bounce"
Nella coppia ci sono due ruoli: leader e follower: il leader guida il ballo, decidendo le figure e la loro sequenza, il follower segue le figure e le interpreta. Se si esegue una sequenza predefinita di passi, si sta eseguendo una "routine" o coreografia. Nelle serate di ballo, definite di "social dancing", non vengono mai eseguite routine, ma si balla sull'improvvisazione guidata dal leader ed interpretata dal follower. L'improvvisazione è alla base del Lindy hop e di uno dei tipi di gara più seguiti ed apprezzati: il "Jack'n'Jill", nella quale le coppie si formano al momento e variano continuamente durante la competizione. In questa gara, non viene premiata la coppia, ma il miglior leader e il miglior follower.
Il Lindy hop include numerose figure ed acrobazie ed elementi derivati dal charleston, dal tip tap, dallo shag e dal cakewalk. Le principali figure sono lo swing out, il sugar push, Il tandem charleston da cui derivano poi un'innumerevole serie di variazioni.

## Fenomeno sociale
Nell'epoca della musica swing il Lindy hop è stato un vero fenomeno di massa. Centinaia di ballerini affollavano le ballroom americane dove si esibivano le grandi orchestre swing. Il Lindy hop è stato negli anni Trenta e Quaranta del secolo scorso un vero esempio ed insieme allo swing fu il primo fenomeno sociale trasversale nella storia degli Stati Uniti.

## Una notte al Savoy
Ecco come un giornalista americano descrive una notte trascorsa al Savoy Ballroom, la più importante sala da ballo di Harlem:
Una notte al Savoy, di Otis Ferguson (Pubblicato su The New Republic nel 1936):
« Centinaia di persone (forse in una sera molto buona arrivano a 1600) sono sulla pista o sedute ai tavoli, o dinanzi al bar; lontano in un angolo, c'è una fila di taxi girls, due monetine per tre balli; dal soffitto piovono delle luci rosate e dovunque succede qualcosa. Ma il centro vitale della sala è qui sopra, sul podio, dove stanno, allineati su due file, i ragazzi dell'orchestra, che battono i piedi ritmicamente e sudano sui loro strumenti, facendo sussultare il pavimento; qui, dove la campana del sousaphone sembra una luna piena che manda i suoi bagliori sui ballerini e dove la pulsante sezione ritmica - chitarra, piano, basso e batteria - imbriglia tutta questa straripante energia costringendola a seguire il tempo. E quando gli uomini di Teddy Hill cominciano a suonare l'ultimo ritornello di un loro cavallo di battaglia intitolato Christopher Columbus, con quelle trascinanti figure disegnate dagli ottoni e coi sassofoni a dargli corpo, i ballerini si scordano di ballare e si affollano attorno al podio, e lì registrano il ritmo soltanto nei muscoli e nelle ossa, restando fermi e lasciandoselo rovesciare sulle facce rivolte all'insù, come se fosse acqua (e che il valzer sia maledetto). Il pavimento sussulta, e il locale sembra una dinamo, e l'aria fumosa si innalza a onde..... È una musica che anche i sordi riuscirebbero a sentire ».

## Frankie Manning
Il più grande ballerino di Lindy hop è stato Frankie Manning, che ha inventato i cosiddetti aerials (o air steps), delle figure molto spettacolari con salti ed evoluzioni acrobatiche, e che nel corso della sua lunga vita ha insegnato il Lindy Hop a decine di migliaia di persone in tutto il mondo.
Frankie Manning ha vinto il Tony Award nel 1989 per la sua coreografia di Black and Blue ed è stato onorato dal National Endowment  for the Arts con la National Heritage Fellowship.

## Il Lindy hop in Italia
Ad oggi la scena italiana si sviluppa intorno alle scuole di ballo di numerosi professionisti ormai affermati e riconosciuti sulla scena internazionale. Vengono organizzati festival annuali o comunque periodici, nei quali si alternano lezioni e workshop con maestri locali ed ospiti internazionali e serate di social dancing con musica dal vivo.